# ایستگاه اوموری ماچی
ایستگاه اوموری ماچی (به ژاپنی: 大森町駅 Ōmorimachi-eki) یک ایستگاه قطار در منطقه اوموری در اوتا-کو، توکیو در توکیو در ژاپن است. این ایستگاه در مسیر خط اصلی کیکیو قرار دارد.